# Татарчук Володимир Володимирович
Володимир Татарчук-молодший (рос. Влади́мир Влади́мирович Татарчу́к, нар. 20 вересня 1987, Москва) — російський футболіст, півзахисник. Син колишнього футболіста, олімпійського чемпіона 1988 року Володимира Татарчука. Відомий за виступами за клуб «Краснодар», у складі якого став володарем Кубку Росії, виступав також за клуби «Торпедо» (Москва), «Факел» (Воронеж) та «Спартак-Нальчик».

## Клубна кар'єра
Володимир Татарчук-молодший народився у Москві, та є вихованцем спортивної школи при клубі ЦСКА, за який тривалий час виступав його батько. У 2004—2007 роках виступав у дублюючому складі армійців, зіграв 65 матчів за дубль, у яких відзначився 4 забитими м'ячами. У 2005 році його команда перемогла в турнірі дублерів, а в 2004, 2006 та 2007 роках займала друге місце (у розіграші 2004 року Татарчук провів лише 1 матч, а в інших розіграшах грав регулярно). За основний склад ЦСКА футболіст зіграв лише 3 матчі в розіграші Кубку Росії, а у Прем'єр-лізі за армійський клуб так і не зіграв. У 2008 році Володимир Татарчук покинув ЦСКА:
|  | Чи правда, що армійці визнали мене безперспективним та легко відпустили? Так, звичайно, усе вірно. ЦСКА мене забракував. Якби не забракували, то, напевно, й сидів би в запасі, або взагалі не знайшов би себе у футболі. |

Із 2008 року Володимир Татарчук-молодший виступав за футбольний клуб «Краснодар» з однойменного міста. Спочатку команда грала у зоні «Південь» другого російського дивізіону, а пізніше у першій лізі, а пізніше й у Прем'єр-лізі. Він став першим футболістом, який зіграв за «Краснодар» 100 офіційних матчів, і пам'ятна нагорода була вручена Татарчуку після домашнього матчу проти клубу «Спартак-Нальчик» 19 листопада 2011 року.
13 липня 2012 року Володимир Татарчук підписав контракт із клубом «Спартак-Нальчик». Другу половину сезону 2012—2013 футболіст провів у складі московського «Торпедо». у складі якого провів 5 матчів у першій російській лізі. У сезоні 2013—2014 року футболіст грав за воронезький «Факел». У серпні 2015 року підписав контракт із пензенським клубом «Зенітом», зігравши за клуб усього 6 матчів, покинув команду. У 2016 році став гравцем клубу «Сочі», проте після 8 проведених за клуб матчів завершив виступи на футбольних полях.

## Особисте життя
Володимир Татарчук-молодший одружений, дружину зовуть Катерина. Є сином колишнього футболіста Володимира Йосиповича Татарчука, колишнього футболіста ЦСКА та олімпійського чемпіона сеульської олімпіади.

## Титули і досягнення
- Володар Кубка Росії (1):

ЦСКА (Москва): 2005–06